# Greca (nome)
Greca  è un nome proprio di persona italiano femminile.

## Varianti
- Femminili: Grecia[2]
- Maschili: Greco[1][2]

## Origine e diffusione
Dal nome latino Graeca (al maschile Graecus), che, nell'ambito dei nomi di persona tratti dagli etnonimi, significa letteralmente "greca, nativa della Grecia". In epoca medievale, tuttavia, non è da escludere un più generico riferimento ai cittadini dell'Impero bizantino. È affine, per semantica, al nome Elladio.
Ai giorni nostri l'uso del nome Greca si attesta per lo più in Sardegna e, in particolar modo, nella provincia di Cagliari, in virtù del culto di santa Greca. Al di fuori della Sardegna, il nome è altresì presente, anche al maschile, in Toscana e nell'Emilia-Romagna. La forma maschile è molto più diffusa come cognome: Greco è infatti il diciassettesimo cognome più diffuso d'Italia.

## Onomastico
L'onomastico si festeggia l'ultima domenica di settembre in memoria di santa Greca, vergine e martire.